# Ayvadüzü, Adaklı
Ayvadüzü là một xã thuộc huyện Adaklı, tỉnh Bingöl, Thổ Nhĩ Kỳ. Dân số thời điểm năm 2010 là 241 người.